# Trimebutina
A trimebutina é um fármaco derivado sinteticamente da escopolamina do tipo alcaloide opiáceo sintético com efeito antimuscarínico e fraco efeito agonista opióide mu, usado no tratamento analgésico e antiespasmódico da Síndrome do cólon irritável e outras alterações gastrointestinais. O principal produto do metabolismo da trimebutina em humanos é a nortrimebutina, que deriva da remoção de um dos grupos metil ligados ao nitrogênio. A trimebutina exerce seu efeito em parte através da ativação prematura da fase III do complexo motor migratório no trato digestivo. Tanto a trimebutina como o seu metabólito estão comercialmente disponíveis.
Por atravessar a barreira hematoencefálica, pode produzir sintomas neurológicos em casos de sobredosificação ou intoxicação.

## Farmacocinética
A absorção da trimebutina é completa. É metabolizada no fígado e excretada pelos rins.
Tem uma vida média de uma hora.  

## Efeitos Adversos
Cutâneos: sensação de frio ou calor.
Sistema Nervoso Central: fraqueza e tontura.
Gastrointestinal: constipacão ou diarréia; xerostomía.

## Contraindicações
Hipersensibilidade à droga ou gravidez.